# 沈烨
沈烨（1987年3月11日—），江苏常州人，中国男子羽毛球运动员。

## 簡歷
2011年8月，沈烨夥拍洪炜出戰倫敦世界羽毛球錦標賽，以冷門姿態進入八強，惜最後敗於韓國的李龍大/郑在成出局。
2012年3月，沈烨與洪炜出戰德國羽毛球黃金大獎賽男雙賽事，在決賽擊敗李龍大/鄭在成，贏得首個黃金大獎賽冠軍。
2013年8月，沈烨參加中國廣州舉行的世界羽毛球錦標賽，與洪炜出戰男子雙打項目，在首圈就以0比2（20-22、19-21）負於中華台北的陳宏麟/呂佳彬出局。

## 主要比賽成績
只列出曾進入準決賽的國際賽事成績：
| 年份   | 賽事                     | 公開賽級別 | 項目     | 拍檔   | 成績   |
| ------ | ------------------------ | ---------- | -------- | ------ | ------ |
| 2006年 | 韓國羽毛球公開賽         |            | 男子雙打 | 何汉斌 | 準決賽 |
| 2007年 | 碧特博格羽毛球大獎賽     | 大獎賽     | 男子雙打 | 何汉斌 | 準決賽 |
| 2008年 | 丹麥羽毛球超級賽         | 超級賽     | 男子雙打 | 傅海峰 | 亞軍   |
| 2009年 | 菲律賓羽毛球黃金大獎賽   | 黃金大獎賽 | 男子雙打 | 陈智贲 | 準決賽 |
| 2011年 | 韓國羽毛球黃金大獎賽     | 黃金大獎賽 | 男子雙打 | 洪炜   | 準決賽 |
| 2012年 | 德國羽毛球黃金大獎賽     | 黃金大獎賽 | 男子雙打 | 洪炜   | 冠軍   |
| 2012年 | 亞洲羽毛球錦標賽         | 其他       | 男子雙打 | 洪炜   | 準決賽 |
| 2012年 | 中國羽毛球大師賽         | 超級賽     | 男子雙打 | 洪炜   | 準決賽 |
| 2012年 | 法國羽毛球超級賽         | 超級賽     | 男子雙打 | 洪炜   | 準決賽 |
| 2012年 | 世界羽聯超級系列賽總決賽 | 首要超級賽 | 男子雙打 | 洪炜   | 準決賽 |
| 2013年 | 韓國羽毛球首要超級賽     | 首要超級賽 | 男子雙打 | 洪炜   | 準決賽 |

| 2007-2017年 | 首要超級賽 | 超級賽 | 黃金大獎賽 | 大獎賽 | 國際挑戰賽 | 國際系列賽 | 未來系列賽 | 其他 |

| 2018-2026年 | 總決賽 | 超級1000賽 | 超級750賽 | 超級500賽 | 超級300賽 | 超級100賽 | 國際挑戰賽 | 國際系列賽 | 未來系列賽 | 其他 |

### 奧運會和世錦賽參賽紀錄
|          | 搭檔   | 2009 | 2010 | 2011 | 2012 | 2013 |
| -------- | ------ | ---- | ---- | ---- | ---- | ---- |
| 男子雙打 | 何汉斌 | 16強 | －   | －   | －   | －   |
| 男子雙打 | 洪炜   | －   | －   | 8強  | －   | 48強 |

## 個人生活
2014年3月30日，沈烨在青岛海昌极地海洋世界表演场内，向女友求婚。二人於同年4月20日在常州举行盛大婚礼。

## 外部連結
- 沈烨在国际奥林匹克委员会的资料